# إجازة دولية
الإجازة الدولية (بالإنجليزية: intervac International) هي خدمة تستخدم لتنظيم تبادل المنازل. تأسست في عام 1953 في سويسرا من قبل العديد من المعلمين الذين أرادوا السفر دوليًا بميزانية محدودة خلال عطلاتهم الصيفية، كانت Intervac أول شبكة تبادل منزلي.